# HD 33204
HD 33204，又名BD+27 732，SAO 76990、HR 1670，是一颗恒星，视星等为6.01，位于銀經176.38，銀緯-7.06，其B1900.0坐标为赤經5h 3m 28.2s，赤緯+27° -7.06′ 13″。